# Pim Mulier
Willem Johan Herman (Pim) Mulier (Witmarsum, 10 maart 1865 – Den Haag, 12 april 1954) wordt gezien als een van de grondleggers van de moderne sport in Nederland.

## Biografie
Willem Johan Herman Mulier (spreek uit muuljee), lid van de familie Mulier, werd geboren op het landgoed Aylva State in Witmarsum als zoon van Tjepke Mulier, een van de laatste grietmannen (burgemeesters) in de provincie Friesland.
In 1867 verhuisde de familie Mulier naar Haarlem.
Reeds op jonge leeftijd was Pim Mulier gefascineerd door sport. In Noordwijk en Oostende kwam hij in aanraking met het Engelse football. Vanaf dat ogenblik had hij nog maar één doel voor ogen: de strijd tegen het vooroordeel en de kortzichtigheid van de mensen in Nederland. Hij pakte de zaken groots aan, waarbij hij zich niet beperkte tot een voorkeur voor één of andere tak van sport. In 1878 organiseerde hij, op het landgoed Rooswijck te Velsen, de eerste Nederlandse atletiekwedstrijden. Het programma bestond uit twee nummers: de korte afstand (100 m sprint) en de lange afstand (2 km veldloop). Pim Mulier won beide afstanden.
In zijn woonplaats Haarlem leerde hij zijn vrienden de regels van het football, maar hij richtte de Haarlemse Football Club (HFC; nu: Koninklijke HFC) niet op. Aanvankelijk speelde men volgens de rugby-regels van het spel. De oppervlakte van de Koekamp, waar hun "worstelperk" gelegen lag, was niet egaal en in het midden van het veld stonden een paar bomen, maar dat deerde hen niet. Men speelde eromheen of maakte er gewoon gebruik van. Later werd overgeschakeld op association, het huidige voetbal. Mulier schreef hierover: "De eerste jaarrekeningen maakten aan ons rugbyspel een einde. De diverse papa's en mama's vroegen toelichtingen op die rekeningen. Vermoedelijk hebben we in goed Haarlemsch geantwoord: Ja pa, asse je grijpe, magge se je grijpe, waar se maar kenne. (...) Dies werd het rugby ten doode opgeschreven en gingen we in 1883 over tot association."
Tijdens zijn studie in Engeland, na de oprichting van HFC, maakte hij kennis met sporten als hockey, bandy en tennis en rustte niet voordat ook die takken van sport in Nederland werden beoefend. Bandy was zijn favoriete sport. In 1884 richtte hij te Haarlem de eerste Nederlandse tennisclub op, de Haarlemse Lawn-TennisClub. Ook werd dankzij hem op een bevroren vijver de eerste bandy-wedstrijd gespeeld, een soort ijshockey met een hockeystick en een bal. Uit dat bandy kwam het veldhockey voort. Ook tijdens zijn studietijd in Lübeck bleef hij zich met sport bezighouden. In 1886 organiseerde hij de eerste voetbalwedstrijd binnen de Duitse landsgrenzen. Daarna studeerde hij in Zweden, waar hij bij de Lappen leerde skiën en jagen. Hij verbeterde zelfs een paar van hun beste skitijden.
Teruggekeerd in Nederland wijdde hij zich volledig aan atletiek. Nog in 1886 werd hij Nederlands kampioen op de 350 meter en twee jaar later won hij de mijl te Oostende. Ook op papier propageerde hij de sport. Als journalist gaf hij kracht en vaart aan het in 1888 opgerichte tijdschrift Het Sportblad. Hij schreef boeken over atletiek, voetbal, wintersport, cricket en de hengelsport. Zijn actieve sportbeoefening leed niet onder zijn schrijven. Zijn devies was snelheid en dat paste hij dan ook toe waar hij kon. In 1890 reed hij op de schaats langs elf Friese steden. Zijn notities daarvan zijn de grondslag geweest voor de organisatie van de officiële Elfstedentochten, waarvan de eerste overigens pas in 1909 zou worden gehouden.
Op 8 december 1889 werd, op zijn initiatief, de Nederlandse Voetbal- en Atletiekbond opgericht, waarvan Mulier de eerste voorzitter werd. Toen beide takken van sport zich gingen ontwikkelen, kon hij dat echter niet meer volhouden. Hij richtte in 1896, naast de voetbalbond, de atletiekbond op. Hij speelde tevens een grote rol bij de oprichting van het Nederlandsch Olympisch Comité in 1912.
Behalve als sportpionier stond hij ook bekend als een deskundige kunstverzamelaar, als bekwame tekenaar, binnenhuisarchitect, schilder, illustrator, journalist, talenkenner en expert op het gebied van de binnenvisserij. Het belang van zijn werk en de waardering daarvoor blijkt wel uit de talrijke onderscheidingen, hem toegekend door regeringen, organisaties en verenigingen. Hij was Officier in de Orde van Oranje-Nassau, Ridder in de Orde van de Nederlandse Leeuw en ontving in 1951 de Zilveren Anjer van het Prins Bernhard Fonds. Hij was voorzitter van de Voetbalbond, de Atletiekbond (later KNAU en vervolgens Atletiekunie) en van de eerste Nederlandse voetbalclub, HFC. Verder erelid van het NOC, de Kaatsbond, de Nederlandse Bond voor Lichamelijke Opvoeding, de Hockeybond, de IJshockeybond, de Zweedse voetbalbond, de Belgische voetbalbond en de Friese Elfstedenvereniging. Hij droeg verschillende buitenlandse onderscheidingen en werd op 28 juni 1950 benoemd tot ereburger van de gemeente Wonseradeel.
Onder het pseudoniem Pim Pernel schreef Pim Mulier jarenlang een niet aflatende stroom proza en gedichten, zowel in dagblad Het Vaderland als in het clubblad van zijn HFC. Hij wilde de Nederlandse jongen laten sporten, omdat hij hem wilde vormen tot een doelbewuste, zijn eigen krachten en mogelijkheden kennende man, die eerlijk en sterk in het leven zou staan.
Pim Mulier overleed op 12 april 1954 op 89-jarige leeftijd in Den Haag, waar hij op 15 april werd begraven op de Algemene Begraafplaats. Hij was een praktisch ingesteld man. Hij mocht, volgens eigen woorden, graag iets in elkaar timmeren. En wanneer alles voor elkaar was, liet hij de zaken aan andere mensen over. Op deze wijze deed hij baanbrekend werk voor verschillende takken van sport - de sport, die Mulier altijd heeft gezien als een middel tot een goede ontwikkeling van lichaam en karakter en een edele vorm van vrijetijdsbesteding.

## Rol in de sport

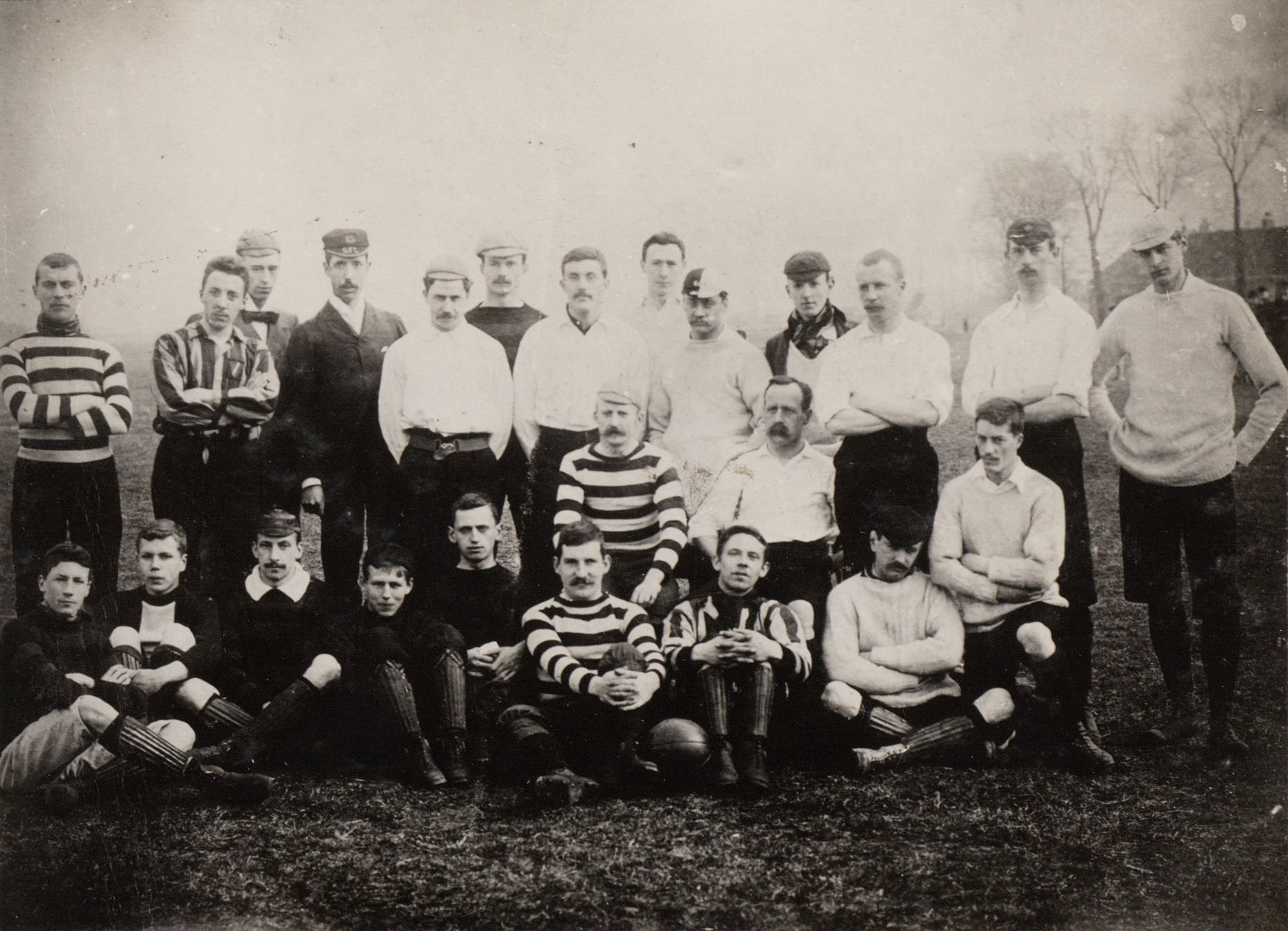
Mulier als aanvoerder van een officieus Nederlands elftal. Wedstrijd tegen Maidstone FC (1895)

Lang werd aangenomen dat Mulier met enkele vrienden de Haarlemsche Football Club (HFC) (inmiddels Koninklijke HFC) oprichtte in 1879. Jan Luitzen en Wim Zonneveld toonden echter aan dat dit niet correct is en dat HFC waarschijnlijk pas in december 1882 werd opgericht, zonder de aanwezigheid van Mulier.
De HFC begon als rugbyclub, maar ging in 1883 over tot "association". In 1884 was Mulier betrokken bij de oprichting van de eerste tennisclub in Nederland. In 1889 richtte hij de Nederlandse Atletiek en Voetbal Bond (NAVB) op. Later werd dit de Nederlandse Voetbal Bond (NVB), de voorloper van de Koninklijke Nederlandse Voetbal Bond (KNVB). In 1896 introduceerde Mulier het hockey in Nederland. Mulier was ook betrokken bij de oprichting van de Internationale Schaatsunie in 1892 en tot aan 1894 de eerste president van de ISU.
Mulier zorgde er in 1909 voor, dat de Elfstedentocht een echte georganiseerde wedstrijd werd. Het kruisje, dat deelnemers van de Elfstedentocht nu nog krijgen, is door Mulier ontworpen.
Op 12 maart 2015 (150 jaar na de geboorte van Mulier) promoveerde Daniël Rewijk aan de Rijksuniversiteit Groningen op een dissertatie en biografie over Pim Mulier. In zijn biografie betoogt Rewijk dat Mulier zich na 1910 teleurgesteld afkeerde van de snelle veranderingen in de maatschappij. "Hij werd een reactionair die tekeerging tegen ‘uitwassen’ van de moderniteit, zoals automobilisme en abstracte kunst. Meer en meer verschanste hij zich in een historiserende levensstijl, beschermd tegen de opmars van ‘het volk’, de massamedia en ruwe manieren."

## Vernoemingen

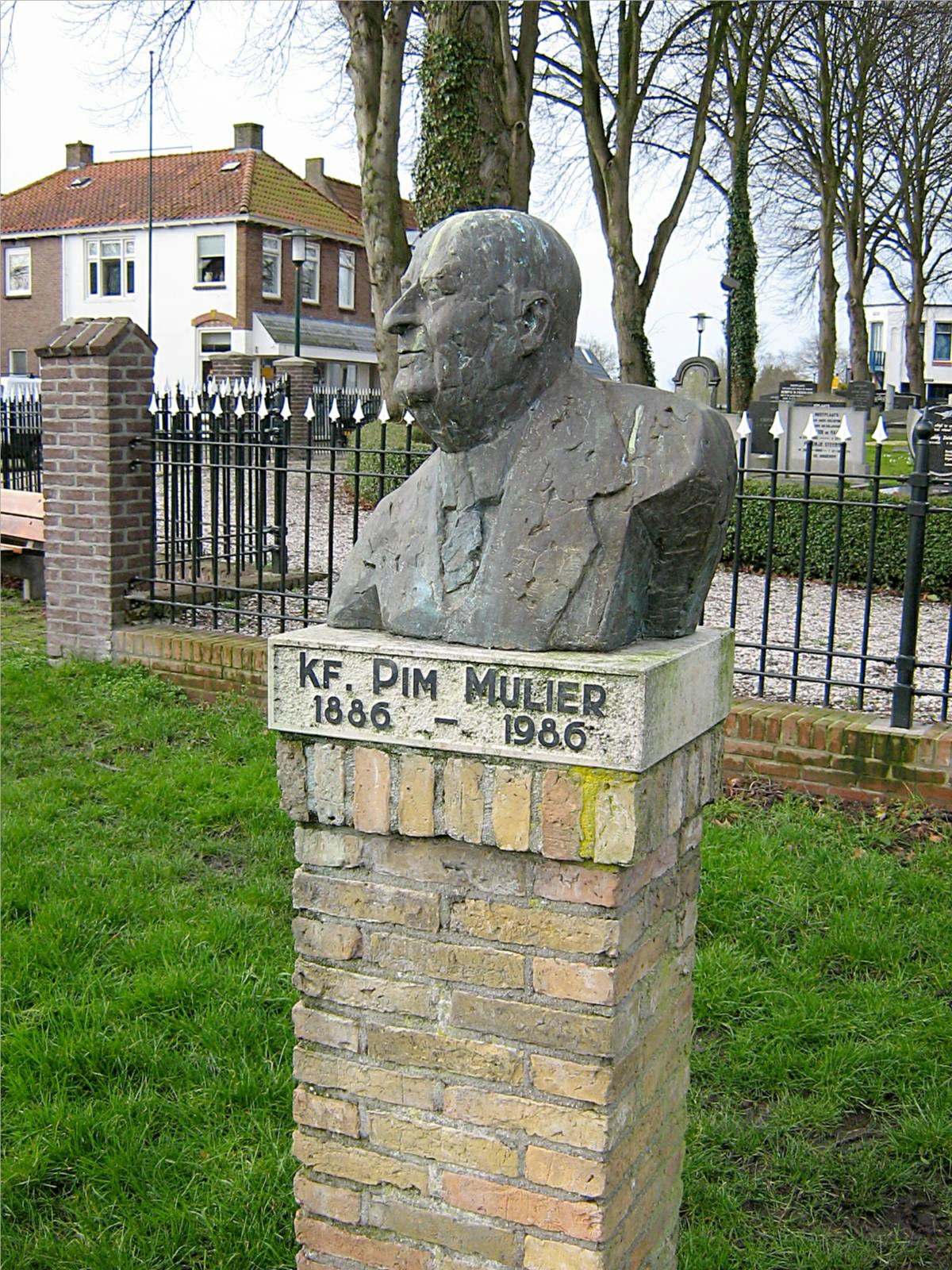
Buste van Mulier in Witmarsum. De jaartallen betreffen de naar hem genoemde kaatsvereniging.

Tegenwoordig zijn veel organisaties die iets met sport te maken hebben, vernoemd naar Mulier. Zo is er in Haarlem de Sport & Spel Uitleen Pim Mulier en het Pim Mulierstadion. Ook is er een Pim Mulier Open tennistoernooi. In Witmarsum dragen zowel de plaatselijke kaats- als voetbalvereniging zijn naam. De kaatsvereniging was niet door hem opgericht, maar werd in 1954 naar hem vernoemd.
De Pim Mulier Organisatie is een landelijk opererende organisatie op het gebied van gezondheidsmanagement. Ze verbeteren de vitaliteit van medewerkers, teams en organisaties. De organisatie is in 1985 op Papendal begonnen als de 'Pim Mulier Stichting'. Daarnaast zijn in onder andere Heerenveen aan het Thialf-stadion, Amsterdam, Almere, Zwolle, Stiens, Franeker, Alphen aan den Rijn en Sneek straten naar Pim Mulier vernoemd, in Sneek is Sportcentrum Schuttersveld gelegen aan de Pim Mulierstraat. De winnaar van de Elfstedentocht krijgt de Pim Mulier-wisselprijs.
Op 12 april 2002 is het Mulier Instituut opgericht, met als doel het bevorderen van de onderlinge afstemming, coördinatie en diepgang van het sociaal-wetenschappelijk sportonderzoek in Nederland.
De atletiekvereniging van Hengelo heet Marathon Pim Mulier.

## Resultaten
1887-1888
- 2e - Langeafstandwedstrijd Haarlem-Leiden in 1888 (schaatswedstrijd op natuurijs, 30 km)